# 印第安纳大学布卢明顿分校名人录
这是印第安纳大学布卢明顿分校著名的现任和前任教职员工和校友列表。

## 诺贝尔奖得主

印第安纳大学诺贝尔奖得主
1946年諾貝爾生理學或醫學獎得主赫尔曼·约瑟夫·穆勒[1]
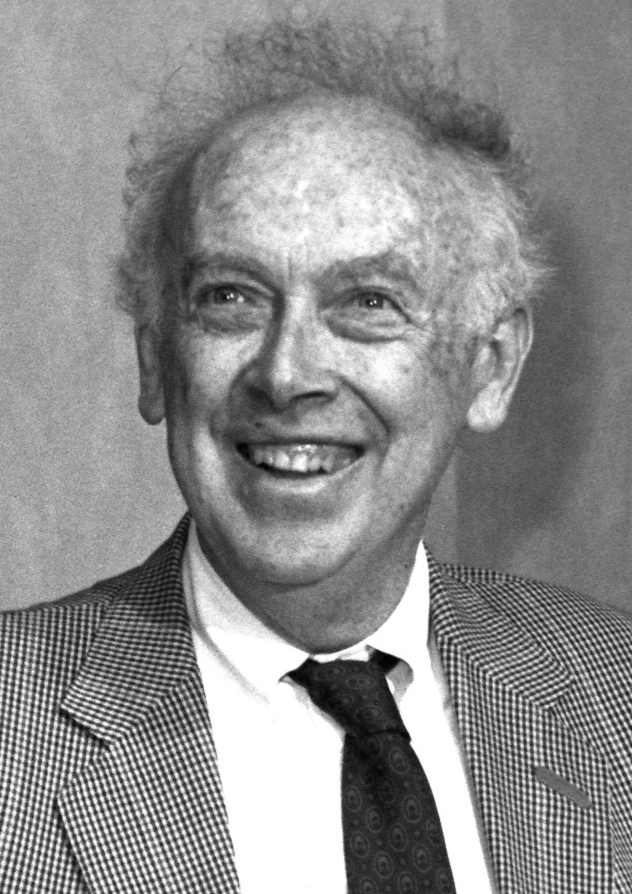
1962年諾貝爾生理學或醫學獎得主詹姆斯·杜威·沃森
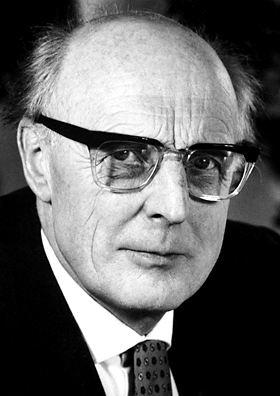
1963年诺贝尔物理学奖得主约翰内斯·延森
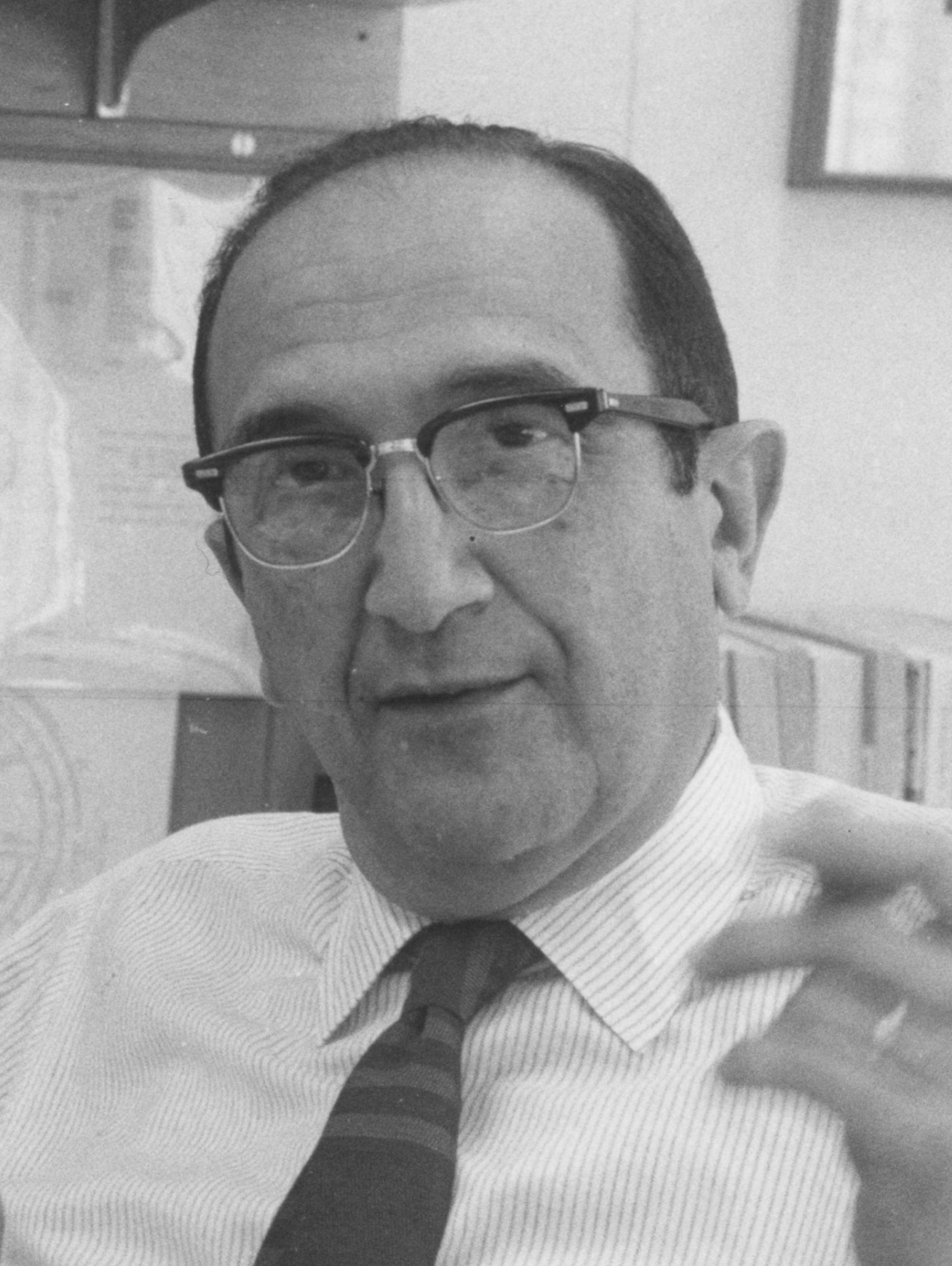
1969年諾貝爾生理學或醫學獎得主萨尔瓦多·卢里亚
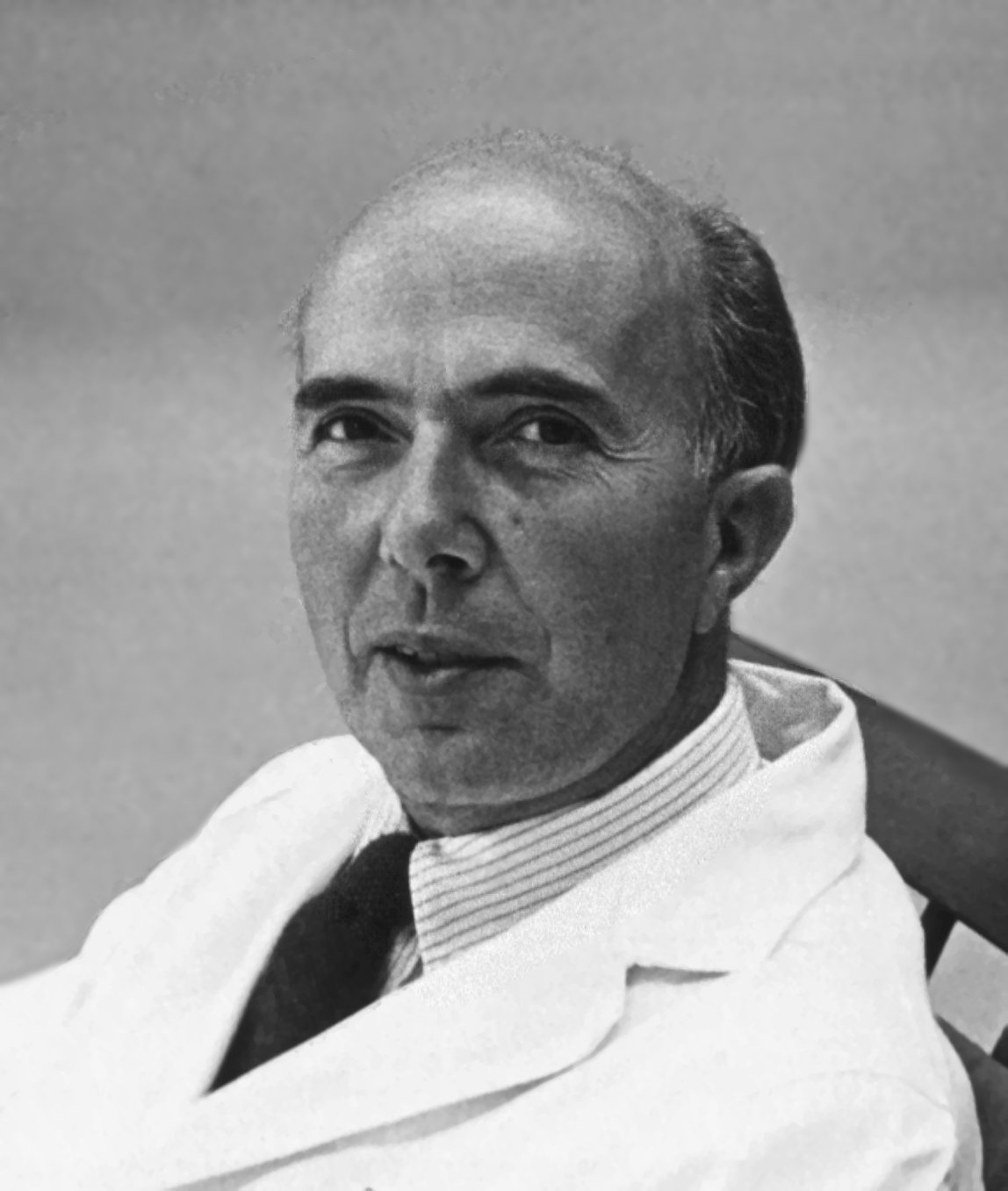
1975年諾貝爾生理學或醫學獎得主罗纳托·杜尔贝科
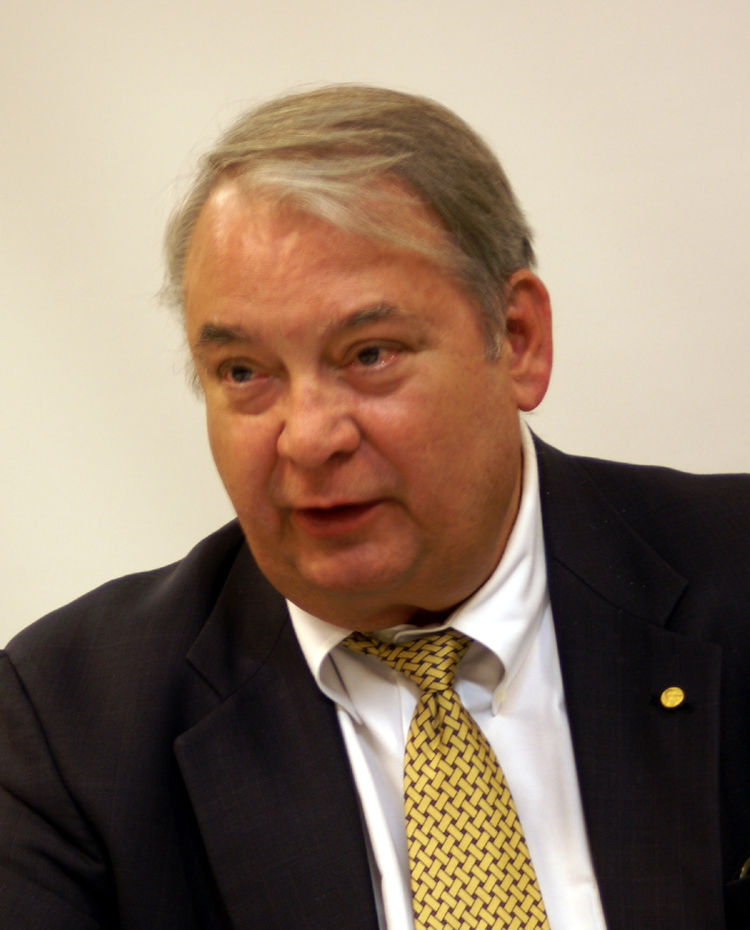
1998年諾貝爾生理學或醫學獎得主費瑞·慕拉德
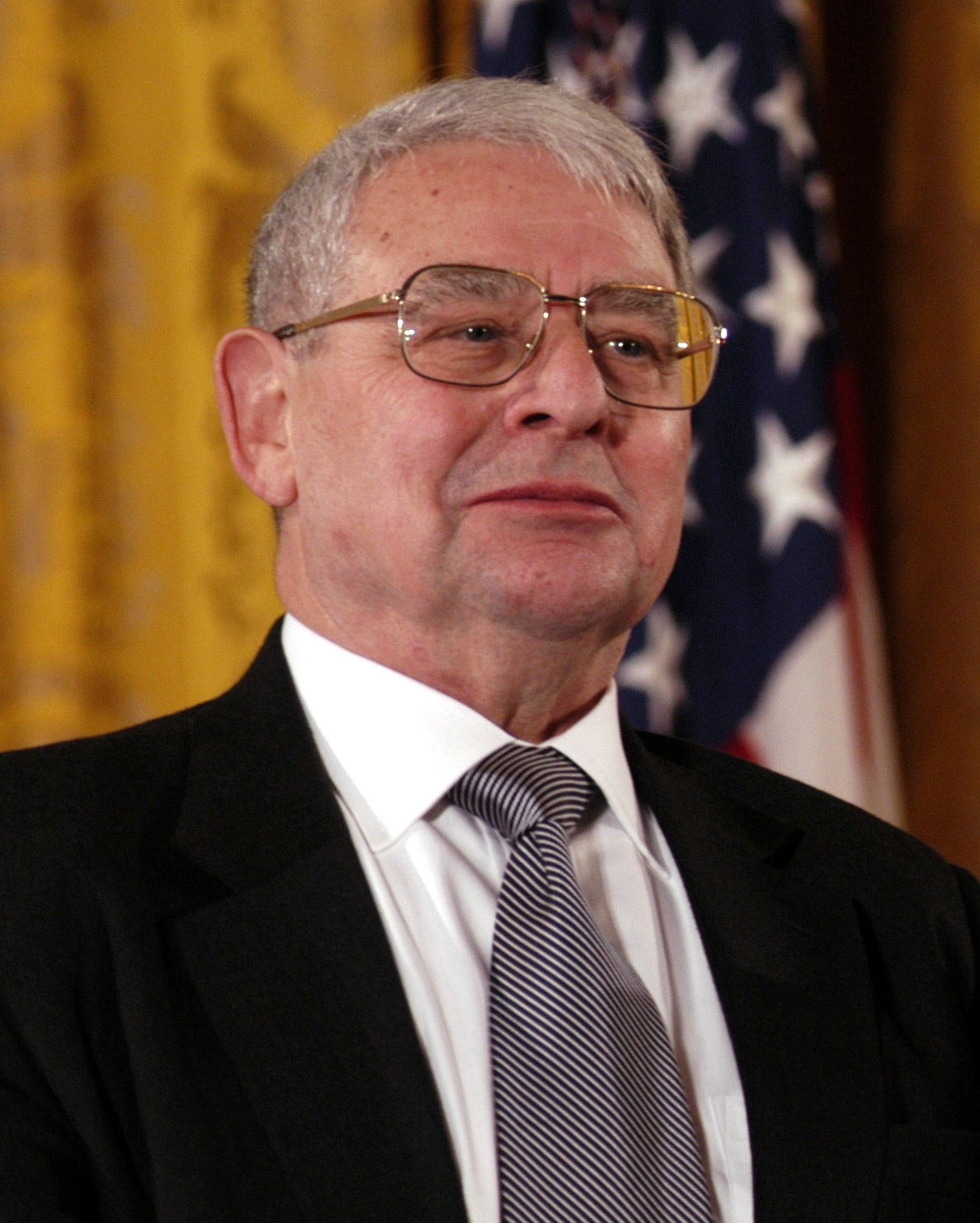
2002年诺贝尔物理学奖得主里卡尔多·贾科尼
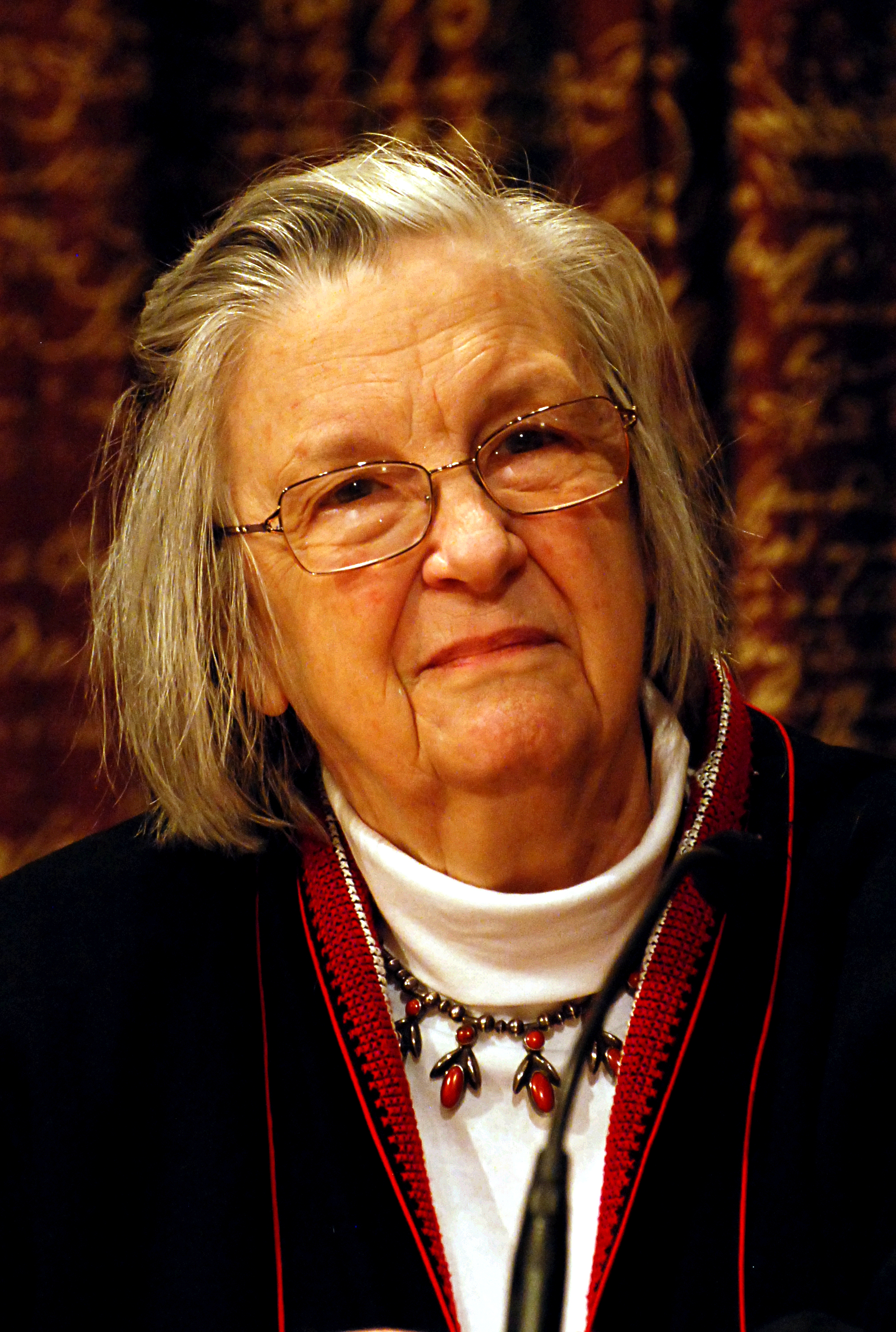
2009年諾貝爾經濟學獎得主埃莉诺·奥斯特罗姆
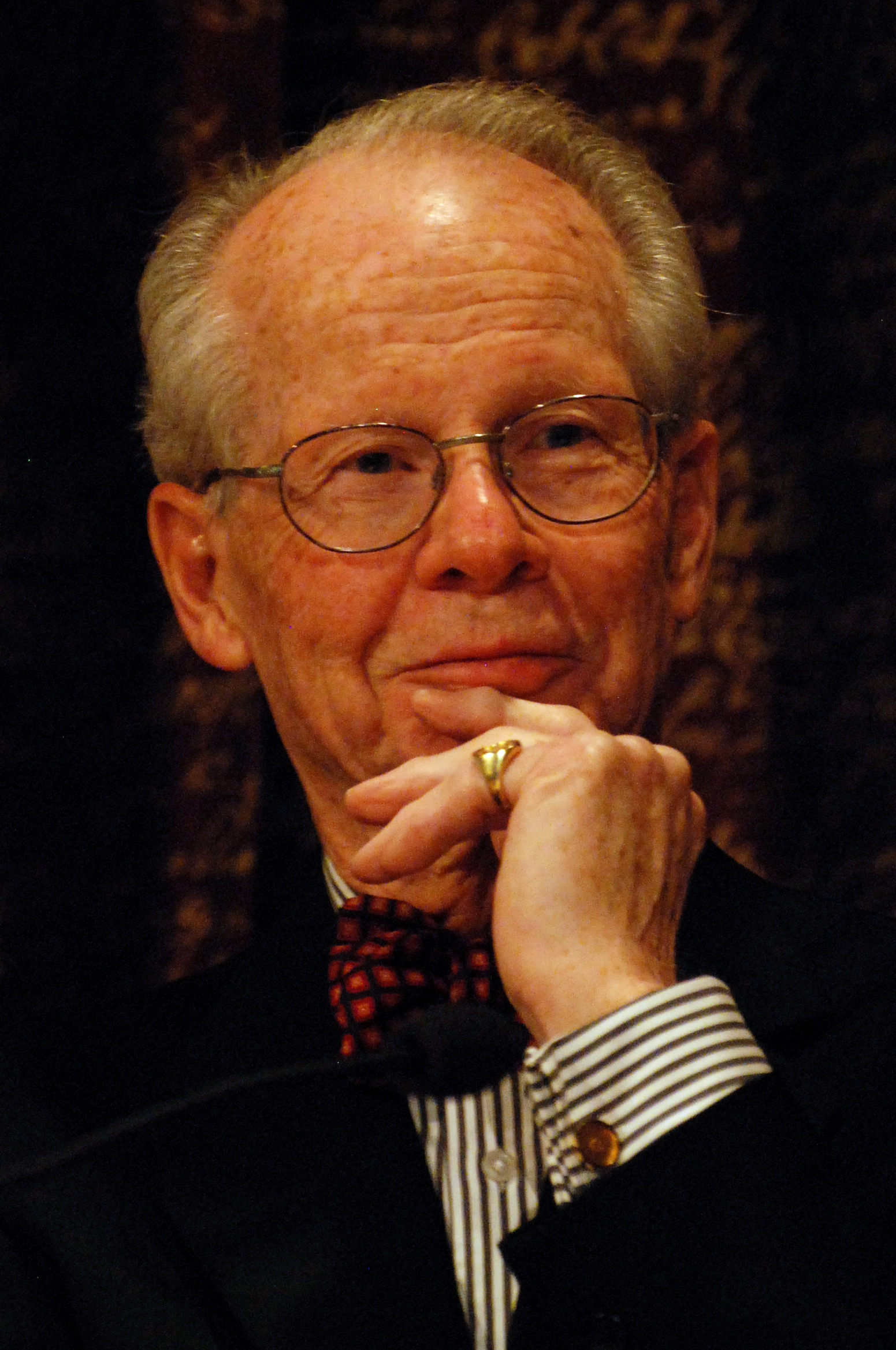
2009年諾貝爾經濟學獎得主奥利弗·威廉姆森
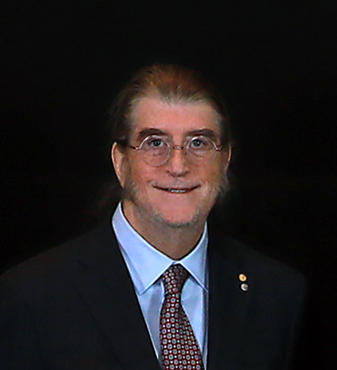
2022年諾貝爾經濟學獎得主菲利普·迪布维格

## 政法
- 迈克尔·D·希金斯，爱尔兰总统
- 塞利姆·霍斯，黎巴嫩总理
- 谢尔曼·明顿，美国最高法院法官
- 威利·布朗特·拉特利奇，美国最高法院法官
- 杰里·艾布拉姆森，白宫政府间事务主任
- 奥蒂斯·鲍恩，美国卫生与公众服务部部长
- 勒罗伊·埃德加·伯尼，美国卫生局局长
- 罗伯特·盖茨，美国国防部长
- 保罗·H·奥尼尔，美国财政部长
- 罗德·佩奇，美国教育部长
- 德吉曲央，西藏流亡政府外交与新闻部部长
- 吉姆·班克斯，美国参议员、前美国众议员
- 伯奇贝赫，美国参议员
- 埃文·贝赫，美国参议员
- 万斯·哈特克，美国参议员
- 威廉·E·詹纳，美国参议员
- 纽厄尔·桑德斯，美国参议员
- 约翰·H·福斯特，美国众议员
- 凯蒂·霍尔，美国众议员
- 查尔斯·A·哈勒克，美国众议员
- 李·H·汉密尔顿（Lee H. Hamilton），美国众议员
- 埃尔伍德·希利斯（Elwood Hillis），美国众议员
- 弗兰克·麦克洛斯基（Frank McCloskey），美国众议员
- 弗朗西斯·B·波西（Francis B. Posey），美国众议员
- J·爱德华·鲁什（J. Edward Roush），美国众议员
- 杰斐逊·什里夫（Jefferson Shreve），美国众议员
- 吉尔·朗·汤普森（Jill Long Thompson），美国众议员
- 西蒙·K·沃尔夫（Simeon K. Wolfe），美国众议员
- 柯蒂斯·希尔（Curtis Hill），印第安纳州总检察长
- 乔·霍格塞特（Joe Hogsett），印第安纳波利斯市长
- 托马斯·M·霍南（Thomas M. Honan），印第安纳州众议院议长及印第安纳州总检察长
- 劳拉·凯利，堪萨斯州州长
- 马克·科勒，康涅狄格州州务卿
- 明迪·麦卡林登，阿肯色州众议院议员
- 亚瑟·C·梅莱特，南达科他州州长
- 理查德·M·米尔本，印第安纳州总检察长
- 伊莉斯·尼沙拉，印第安纳州审计长
- 弗兰克·奥班农，印第安纳州州长
- 威廉·L·泰勒，印第安纳州总检察长
- 乔纳森韦恩扎普费尔，埃文斯维尔市长
- 埃德加·惠特科姆，印第安纳州州长
- 格雷格·佐勒，印第安纳州总检察长
- 吉尔·鲁克尔豪斯，总统妇女事务助理
- 费萨尔·伊斯特拉巴迪，伊拉克驻联合国大使兼副常驻代表
- 维克多·杰克维奇，美国驻斯洛文尼亚、波黑大使
- 保罗·V·麦克纳特，美国驻菲律宾大使
- 理查德·迈尔斯，美国驻格鲁吉亚、保加利亚、阿塞拜疆大使
- 克里斯托弗·M·戈夫，印第安纳州最高法院大法官
- 马克·马萨，印第安纳州最高法院大法官
- 洛雷塔·拉什，印第安纳州最高法院首席大法官
- 杰弗里·G·斯劳特，印第安纳州最高法院大法官
- 迈克尔·巴德纳里克，自由意志党总统候选人
- 古勒姆·贝拉，费利克斯·乌弗埃-博瓦尼总统特别助理
- 詹姆斯·B·布拉德，圣路易斯联邦储备银行行长
- 迪彭德·辛格·胡达，联邦院议员
- 查尔斯·肯尼迪，英国自由民主党党魁
- 迈克·施莱纳，安大略省绿党党魁
- 萨尔曼·沙阿，巴基斯坦财政部长
- 丹达拉·图埃，妇女、儿童和家庭促进部长
- 温德尔·威尔基，共和党总统候选人

## 学术
- 白桂思，美国藏学家、印第安纳大学中央欧亚研究系教授
- 那体慧，美国佛学家、创价大学教授
- 葛浩文，美国翻译家、圣母大学教授
- 倪豪士，美国汉学家、威斯康星大学教授

## 华人
- 王郁琦，中华民国陆委会主委
- 朱富美，中华民国司法院大法官
- 王冬胜，全国政协农业和农村委员会副主任
- 陈静敏，中华民国立法委员
- 杨泰顺，台湾省议员
- 张维倩，新北市议员
- 陶晉生，中央研究院院士
- 于宗先，中央研究院院士
- 潘菽，中国科学院院士
- 何炳林，中国科学院院士
- 陈茹玉，中国科学院院士
- 陈荣悌，中国科学院院士
- 欧阳桢，印第安纳大学汉学教授
- 柳无忌，印第安纳大学汉学教授
- 刘绍铭，岭南大学教授
- 黄哲操，纽约市立大学教授
- 宋永毅，加州州立大学洛杉矶分校副教授
- 周行一，国立政治大学校长
- 瞿海源，国立台湾大学社会学教授
- 吴培元，国立交通大学数学教授
- 顧燕翎，国立交通大学教授
- 洪裕宏，国立阳明大学哲学教授
- 刘幼琍，国立政治大学传播学教授